# Projekt Nike

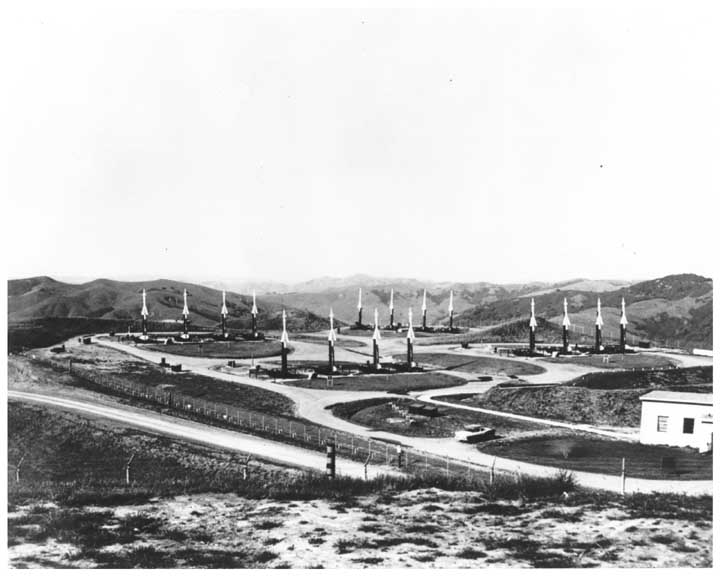
Základna raket MIM-3 Nike Ajax v pohotovosti

Projekt Nike (z řeckého Νίκη, Vítězství; výslovuje se [nǐːkɛː]) byl projekt Armády Spojených států amerických zadaný v květnu 1945 Bellovým laboratořím. Výstupem byl první systém protiletecké raketové obrany užívaný v americké armádě s názvem MIM-3 Nike Ajax. Systém Nike Ajax se brzy ukázal jako funkční a perspektivní a stal se tedy základem pro celou sérii dalších projektů, těm bylo společné označení Nike (například MIM-14 Nike-Hercules, LIM-49 Nike Zeus nebo nedokončený Nike - X).

## MIM-3 Nike Ajax
První funkční SAM (Surface-Air Missile, raketa země-vzduch) na světě. Navržena byla pro sestřelování konvenčních podzvukových bombardérů. Do výzbroje Armády spojených států ji zařadili v roce 1954.

## MIM-14 Nike Hercules
Raketa země vzduch užívaná Armádou spojených států a některými státy NATO (například Belgie, Dánsko, Itálie, Turecko a další). Aktivní službu započaly v roce 1958, poslední byly ze služby vyřazeny o 30 let později (v armádě Spojených států je nahradil všeobecně známý systém MIN-104 Patriot.
V základní výbavě měla jadernou hlavici W31, ale mohla nést i konvenční (hlavně za exportními účely). Na rozdíl od předchozích raket Nike Ajax byly Nike Hercules schopny zničit i nadzvuková letadla letící ve vysoké letové hladině. Princip funkce byl jednoduchý - raketa měla vynést jadernou hlavici co nejblíže k cíli (či skupině cílů) a detonace malé jaderné nálože cíl zneškodnila.

## Přehled
| Raketa                      | Nike Ajax                                                      | Nike Hercules | Nike Zeus A    | Nike Zeus B    | Spartan        |
| --------------------------- | -------------------------------------------------------------- | ------------- | -------------- | -------------- | -------------- |
| Délka                       | 10,36 m                                                        | 12,53 m       | 13,5 m         | 14,7 m         | 16,8 m         |
| Průměr                      | 0,3 m                                                          | 0,8 m         | 0,91 m         | 0,91 m         | 1,09 m         |
| Rozpětí hlavních křidélek   | 1,22 m                                                         | 3,5 m         | 2,98 m         | 2,44 m         | 2,98 m         |
| Hmotnost                    | 1 116 kg                                                       | 4 850 kg      | 4 980 kg       | 10 300 kg      | 13 100 kg      |
| Maximální rychlost (v MACH) | 2,25                                                           | 3,65          | >4             | >4             | >4             |
| Dolet (vzdálenost)          | 40 km                                                          | 140 km        | 320 km         | 400 km         | 740 km         |
| Dosah (výška)               | 21 300 m                                                       | 45 700 m      | ?              | 280 km         | 560 km         |
| První stupeň                | pevné palivo                                                   | Hercules M42  | Thiokol TX-135 | Thiokol TX-135 | Thiokol TX-500 |
| Druhý stupeň                | tekuté palivo                                                  | Thiokol M30   | ?              | Thiokol TX-238 | Thiokol TX-454 |
| Třetí stupeň                | -                                                              | -             | -              | Thiokol TX-239 | Thiokol TX-239 |
| Konvenční hlavice           | 3, obklopené obklopené dvojitou vrstvou ocelových kostek (6mm) | T-45 HE       | jen jaderná    | jen jaderná    | jen jaderná    |
| Jaderná hlavice             | -                                                              | W-31          | W-31           | W50            | W71            |

## Galerie

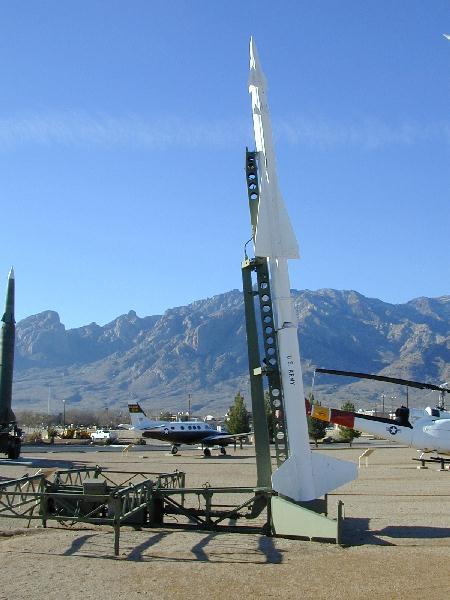
Raketa MIM-3 Nike Ajax
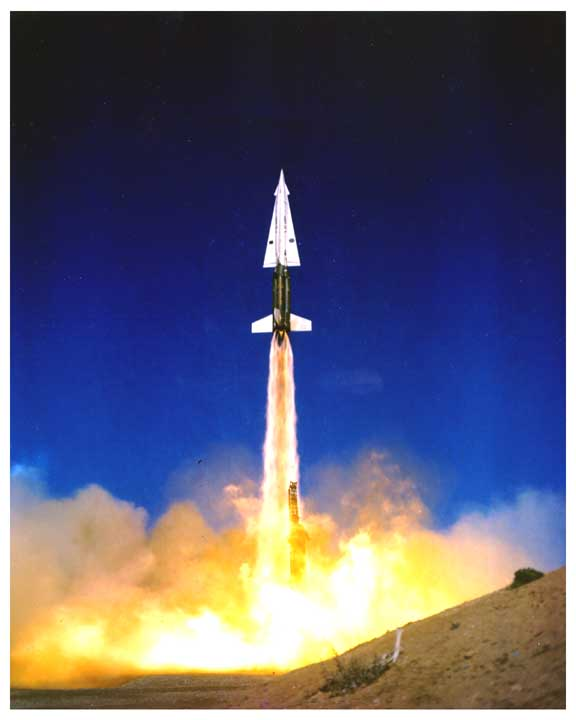
Nike Hercules při odpalu